# Ji Dong-won
Ji Dong-won (지동원?, 池東沅?; Jeju, 28 maggio 1991) è un calciatore sudcoreano, attaccante del Suwon.

## Caratteristiche tecniche
Può giocare come punta centrale ma anche come ala sinistra, è in area di rigore che sfrutta principalmente il proprio score, tra le sue abilità sono incluse il tiro di prima intenzione, la notevole potenza nel calciare la palla, e la capacità di segna con entrambi i piedi, è forte anche nel tiro di testa. In alcune occasioni è capace di trovare la rete dalla corta distanza, occasionalmente ci riesce calciando anche da fuori area.

## Carriera

### I primi passi
Ji ha iniziato la sua carriera presso la Gwangyan Jecheol High School, prima di un breve periodo al club inglese Reading nella stagione 2007-08, (dove non ha fatto apparizioni), dopo di che è tornato a Gwangyang.

### Chunnam Dragons
Ji si trasferì nella K-League nei Chunnam Dragons, dove ha segnato 13 gol in 29 partite nella stagione 2010, e capocannoniere della coreana FA Cup. La stagione successiva ha giocato 15 partite prima del trasferimento a Sunderland.

### Sunderland
Nel giugno del 2011 Ji ha firmato un contratto con la squadra inglese Sunderland AFC della Premier League dopo che Steve Bruce resta stupito per le sue performance nella Coppa d'Asia 2011, in cui ha segnato quattro gol e fornito due assist in sei partite.
Ha firmato un contratto triennale, ma l'ammontare del trasferimento non è stato rivelato (stimato in circa £ 2.0m). Ha fatto la sua prima apparizione per il suo nuovo club in un 1-1 con Arminia Bielefeld in un match di preparazione in Germania.
Ha segnato il suo primo gol per il Sunderland in una amichevole pre-campionato contro il Darlington. Ji ha fatto il suo debutto in campionato per il Sunderland il 13 agosto 2011, entrando al posto di Asamoah Gyan al 66º minuto contro il Liverpool. Il 1º gennaio 2012 firma il gol vittoria al 93º minuto contro il Manchester City (1-0).

### Borussia Dortmund
Ji ha firmato un contratto quadriennale con il Borussia Dortmund il 1º luglio 2014 dopo aver terminato il suo prestito all'Augsburg. Tuttavia, ha fatto solo apparizioni con la squadra riserve, spingendolo a tornare all'Augsburg. Questo anche a causa di infortuni. Prima del suo trasferimento all'Augsburg, Ji ha trovato i sei mesi al Borussia Dortmund, tra infortuni e giocando nella squadra riserve, come "difficili".

### Ritorno al FC Augsburg

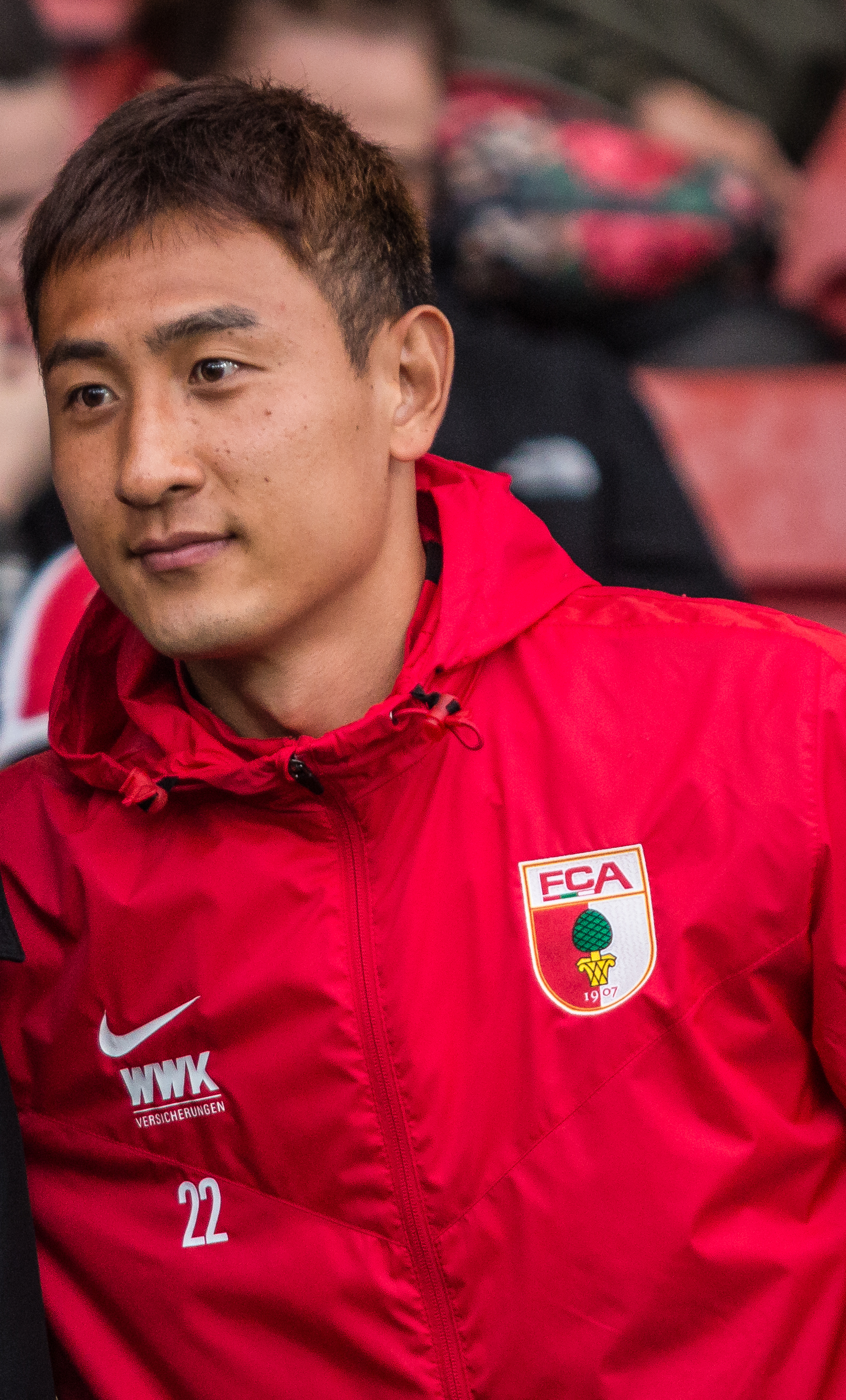
Ji con il FC Augsburg nel 2017

Il 22 dicembre 2014, dopo non essere riuscito a giocare alcuna partita ufficiale con il Borussia Dortmund, Ji ha firmato un contratto di tre anni e mezzo con il FC Augsburg, valido fino al 30 giugno 2018.
Il 5 novembre 2015, Ji ha segnato il suo primo gol in Europa League in una vittoria per 4-1 sull'AZ. Tuttavia, durante la stagione 2015-16, ha avuto difficoltà a ritrovare la sua forma a causa dei continui infortuni e non è riuscito a segnare in Bundesliga.
Nella stagione 2016-17, Ji iniziò la stagione in modo positivo, ricevendo diverse convocazioni in prima squadra e trovandosi a competere per la posizione di centrocampista offensivo con Takashi Usami, Caiuby e Jonathan Schmid. Poi segnò il suo primo gol della stagione, in una sconfitta per 2-1 contro RB Leipzig il 30 settembre 2016. Il mese successivo, il 26 ottobre 2016, segnò di nuovo in una sconfitta per 3-1 contro il Bayern Monaco nel secondo turno della DFB-Pokal. Alla fine del 2016, Ji segnò altri due gol contro l'Eintracht Francoforte e il Borussia Dortmund. Con il progredire della stagione 2016-17, Ji iniziò a giocare come attaccante a causa delle assenze di Alfreð Finnbogason e Raúl Bobadilla, ma ebbe difficoltà a segnare nella nuova posizione. Nonostante ciò, Ji giocò tutte le 34 partite della 2016–17 Bundesliga.
Il 1 marzo 2019, Ji segnò due gol contro la sua ex squadra, il Borussia Dortmund, portando l'Augsburg a una sorprendente vittoria per 2-1 contro i leader del campionato.

### FC Seoul
Dopo un lungo periodo all'Augsburg, Ji si trasferì al Mainz 05 e all'Eintracht Braunschweig, ma non ha impressionato in entrambi i club. Il 7 luglio 2021, è stato annunciato che Ji si sarebbe trasferito all'FC Seoul.

### Nazionale
Con la Nazionale Under-19 gioca nel campionato continentale di categoria Cina 2010, segna due gol, il primo battendo per 2-0 l'Iran e il secondo sconfiggendo per 1-0 lo Yemen. Invece con la Nazionale Under 23 prende parte ai Giochi asiatici nel 2010, nella partita valevole per la medaglia di bronzo contro l'Iran, nei minuti finale in svantaggio di una rete, proprio Dong-won segna la doppietta decisiva che consente alla Corea del Sud di vincere per 4-3. Viene convocato con la nazionale olimpica per giocare alle Olimpiadi Londra 2012 vincendo la medaglia di bronzo, Dong-won segna un solo gol, ai quarti di finale pareggiando contro la Gran Bretagna, la partita finisce per 1-1 e la Corea del Sud vince per 5-4 ai rigori.
Il 30 novembre 2010 esordisce con la nazionale maggiore in un'amichevole contro la Siria, Dong-won segna la rete del 1-0 vincendo. Vince la medaglia di bronzo nella Coppa d'Asia Qatar 2011, segna per ben due volte una doppietta, prima battendo per 4-1 l'India e poi sconfiggendo per 3-2 l'Uzbekistan.

## Statistiche

### Cronologia presenze e reti in nazionale
| Cronologia completa delle presenze e delle reti in nazionale ― Corea del Sud | Cronologia completa delle presenze e delle reti in nazionale ― Corea del Sud | Cronologia completa delle presenze e delle reti in nazionale ― Corea del Sud | Cronologia completa delle presenze e delle reti in nazionale ― Corea del Sud | Cronologia completa delle presenze e delle reti in nazionale ― Corea del Sud | Cronologia completa delle presenze e delle reti in nazionale ― Corea del Sud | Cronologia completa delle presenze e delle reti in nazionale ― Corea del Sud | Cronologia completa delle presenze e delle reti in nazionale ― Corea del Sud |
| Data                                                                         | Città                                                                        | In casa                                                                      | Risultato                                                                    | Ospiti                                                                       | Competizione                                                                 | Reti                                                                         | Note                                                                         |
| ---------------------------------------------------------------------------- | ---------------------------------------------------------------------------- | ---------------------------------------------------------------------------- | ---------------------------------------------------------------------------- | ---------------------------------------------------------------------------- | ---------------------------------------------------------------------------- | ---------------------------------------------------------------------------- | ---------------------------------------------------------------------------- |
| 30-12-2010                                                                   | Abu Dhabi                                                                    | Siria                                                                        | 0 – 1                                                                        | Corea del Sud                                                                | Amichevole                                                                   | -                                                                            | 46’                                                                          |
| 10-1-2011                                                                    | Doha                                                                         | Corea del Sud                                                                | 1 – 1                                                                        | Bahrein                                                                      | Coppa d'Asia 2011 - 1º turno                                                 | -                                                                            | 68’                                                                          |
| 14-1-2011                                                                    | Doha                                                                         | Australia                                                                    | 1 – 1                                                                        | Corea del Sud                                                                | Coppa d'Asia 2011 - 1º turno                                                 | -                                                                            | 67’                                                                          |
| 18-1-2011                                                                    | Doha                                                                         | Corea del Sud                                                                | 4 – 1                                                                        | India                                                                        | Coppa d'Asia 2011 - 1º turno                                                 | 2                                                                            |                                                                              |
| 21-1-2011                                                                    | Doha                                                                         | Iran                                                                         | 0 – 1 dts                                                                    | Corea del Sud                                                                | Coppa d'Asia 2011 - Quarti di finale                                         | -                                                                            |                                                                              |
| 25-1-2011                                                                    | Doha                                                                         | Giappone                                                                     | 2 – 2 dts (3 – 0 dtr)                                                        | Corea del Sud                                                                | Coppa d'Asia 2011 - Semifinale                                               | -                                                                            | 66’                                                                          |
| 28-1-2011                                                                    | Doha                                                                         | Uzbekistan                                                                   | 2 – 3                                                                        | Corea del Sud                                                                | Coppa d'Asia 2011 - Finale 3º posto                                          | 2                                                                            |                                                                              |
| 9-2-2011                                                                     | Trebisonda                                                                   | Turchia                                                                      | 0 – 0                                                                        | Corea del Sud                                                                | Amichevole                                                                   | -                                                                            | 83’                                                                          |
| 25-3-2011                                                                    | Seul                                                                         | Corea del Sud                                                                | 4 – 0                                                                        | Honduras                                                                     | Amichevole                                                                   | -                                                                            | 75’                                                                          |
| 7-6-2011                                                                     | Jeonju                                                                       | Corea del Sud                                                                | 2 – 1                                                                        | Ghana                                                                        | Amichevole                                                                   | 1                                                                            |                                                                              |
| 2-9-2011                                                                     | Goyang                                                                       | Corea del Sud                                                                | 6 – 0                                                                        | Libano                                                                       | Qual. Mondiali 2014                                                          | 2                                                                            |                                                                              |
| 6-9-2011                                                                     | Madinat al-Kuwait                                                            | Kuwait                                                                       | 1 – 1                                                                        | Corea del Sud                                                                | Qual. Mondiali 2014                                                          | -                                                                            |                                                                              |
| 7-10-2011                                                                    | Seul                                                                         | Corea del Sud                                                                | 2 – 2                                                                        | Polonia                                                                      | Amichevole                                                                   | -                                                                            |                                                                              |
| 11-10-2011                                                                   | Seul                                                                         | Corea del Sud                                                                | 2 – 1                                                                        | Emirati Arabi Uniti                                                          | Qual. Mondiali 2014                                                          | -                                                                            | 72’                                                                          |
| 11-11-2011                                                                   | Dubai                                                                        | Emirati Arabi Uniti                                                          | 0 – 2                                                                        | Corea del Sud                                                                | Qual. Mondiali 2014                                                          | -                                                                            | 46’                                                                          |
| 15-11-2011                                                                   | Beirut                                                                       | Libano                                                                       | 2 – 1                                                                        | Corea del Sud                                                                | Qual. Mondiali 2014                                                          | -                                                                            | 46’                                                                          |
| 30-5-2012                                                                    | Berna                                                                        | Spagna                                                                       | 4 – 1                                                                        | Corea del Sud                                                                | Amichevole                                                                   | -                                                                            | 59’                                                                          |
| 8-6-2012                                                                     | Doha                                                                         | Qatar                                                                        | 1 – 4                                                                        | Corea del Sud                                                                | Qual. Mondiali 2014                                                          | -                                                                            | 81’                                                                          |
| 12-6-2012                                                                    | Goyang                                                                       | Corea del Sud                                                                | 3 – 0                                                                        | Libano                                                                       | Qual. Mondiali 2014                                                          | -                                                                            | 79’                                                                          |
| 6-2-2013                                                                     | Londra                                                                       | Croazia                                                                      | 4 – 0                                                                        | Corea del Sud                                                                | Amichevole                                                                   | -                                                                            | 46’                                                                          |
| 26-3-2013                                                                    | Seul                                                                         | Corea del Sud                                                                | 2 – 1                                                                        | Qatar                                                                        | Qual. Mondiali 2014                                                          | -                                                                            | 52’                                                                          |
| 4-6-2013                                                                     | Beirut                                                                       | Libano                                                                       | 1 – 1                                                                        | Corea del Sud                                                                | Qual. Mondiali 2014                                                          | -                                                                            | 86’                                                                          |
| 11-6-2013                                                                    | Seul                                                                         | Corea del Sud                                                                | 1 – 0                                                                        | Uzbekistan                                                                   | Qual. Mondiali 2014                                                          | -                                                                            | 90+3’                                                                        |
| 18-6-2013                                                                    | Ulsan                                                                        | Corea del Sud                                                                | 0 – 1                                                                        | Iran                                                                         | Qual. Mondiali 2014                                                          | -                                                                            | 65’                                                                          |
| 6-9-2013                                                                     | Incheon                                                                      | Corea del Sud                                                                | 4 – 1                                                                        | Haiti                                                                        | Amichevole                                                                   | -                                                                            | 1’                                                                           |
| 12-10-2013                                                                   | Seul                                                                         | Corea del Sud                                                                | 0 – 2                                                                        | Brasile                                                                      | Amichevole                                                                   | -                                                                            | 52’                                                                          |
| 19-11-2013                                                                   | Dubai                                                                        | Russia                                                                       | 2 – 1                                                                        | Corea del Sud                                                                | Amichevole                                                                   | -                                                                            | 70’                                                                          |
| 28-5-2014                                                                    | Seul                                                                         | Corea del Sud                                                                | 0 – 1                                                                        | Tunisia                                                                      | Amichevole                                                                   | -                                                                            | 82’                                                                          |
| 10-6-2014                                                                    | Miami Gardens                                                                | Ghana                                                                        | 4 – 0                                                                        | Corea del Sud                                                                | Amichevole                                                                   | -                                                                            | 75’                                                                          |
| 22-6-2014                                                                    | Porto Alegre                                                                 | Corea del Sud                                                                | 2 – 4                                                                        | Algeria                                                                      | Mondiali 2014 - 1º turno                                                     | -                                                                            | 78’                                                                          |
| 26-6-2014                                                                    | San Paolo                                                                    | Corea del Sud                                                                | 0 – 1                                                                        | Belgio                                                                       | Mondiali 2014 - 1º turno                                                     | -                                                                            | 73’                                                                          |
| 31-3-2015                                                                    | Seul                                                                         | Corea del Sud                                                                | 1 – 0                                                                        | Nuova Zelanda                                                                | Amichevole                                                                   | -                                                                            | 63’ 72’                                                                      |
| 8-10-2015                                                                    | Madinat al-Kuwait                                                            | Kuwait                                                                       | 0 – 1                                                                        | Corea del Sud                                                                | Qual. Mondiali 2018                                                          | -                                                                            | 76’                                                                          |
| 13-10-2015                                                                   | Seul                                                                         | Corea del Sud                                                                | 3 – 0                                                                        | Giamaica                                                                     | Amichevole                                                                   | 1                                                                            | 77’                                                                          |
| 12-11-2015                                                                   | Suwon                                                                        | Corea del Sud                                                                | 4 – 0                                                                        | Birmania                                                                     | Qual. Mondiali 2018                                                          | -                                                                            |                                                                              |
| 1-6-2016                                                                     | Salisburgo                                                                   | Spagna                                                                       | 6 – 1                                                                        | Corea del Sud                                                                | Amichevole                                                                   | -                                                                            |                                                                              |
| 5-6-2016                                                                     | Praga                                                                        | Rep. Ceca                                                                    | 1 – 2                                                                        | Corea del Sud                                                                | Amichevole                                                                   | -                                                                            | 69’ 90+4’                                                                    |
| 1-9-2016                                                                     | Seul                                                                         | Corea del Sud                                                                | 3 – 2                                                                        | Cina                                                                         | Qual. Mondiali 2018                                                          | -                                                                            |                                                                              |
| 6-9-2016                                                                     | Seremban                                                                     | Siria                                                                        | 0 – 0                                                                        | Corea del Sud                                                                | Qual. Mondiali 2018                                                          | -                                                                            |                                                                              |
| 6-10-2016                                                                    | Suwon                                                                        | Corea del Sud                                                                | 3 – 2                                                                        | Qatar                                                                        | Qual. Mondiali 2018                                                          | 1                                                                            | 74’                                                                          |
| 11-10-2016                                                                   | Teheran                                                                      | Iran                                                                         | 1 – 0                                                                        | Corea del Sud                                                                | Qual. Mondiali 2018                                                          | -                                                                            |                                                                              |
| 12-11-2016                                                                   | Cheonan                                                                      | Corea del Sud                                                                | 2 – 0                                                                        | Canada                                                                       | Amichevole                                                                   | -                                                                            | 46’                                                                          |
| 15-11-2016                                                                   | Seul                                                                         | Corea del Sud                                                                | 2 – 1                                                                        | Uzbekistan                                                                   | Qual. Mondiali 2018                                                          | -                                                                            | 63’                                                                          |
| 23-3-2017                                                                    | Changsha                                                                     | Cina                                                                         | 1 – 0                                                                        | Corea del Sud                                                                | Qual. Mondiali 2018                                                          | -                                                                            | 8’                                                                           |
| 7-6-2017                                                                     | Emirato di Ras al-Khaima                                                     | Iraq                                                                         | 0 – 0                                                                        | Corea del Sud                                                                | Amichevole                                                                   | -                                                                            | 64’                                                                          |
| 13-6-2017                                                                    | Doha                                                                         | Qatar                                                                        | 3 – 2                                                                        | Corea del Sud                                                                | Qual. Mondiali 2018                                                          | -                                                                            | 53’                                                                          |
| 7-10-2017                                                                    | Mosca                                                                        | Russia                                                                       | 4 – 2                                                                        | Corea del Sud                                                                | Amichevole                                                                   | 1                                                                            | 64’                                                                          |
| 10-10-2017                                                                   | Bienne                                                                       | Corea del Sud                                                                | 1 – 3                                                                        | Marocco                                                                      | Amichevole                                                                   | -                                                                            |                                                                              |
| 7-9-2018                                                                     | Goyang                                                                       | Corea del Sud                                                                | 2 – 0                                                                        | Costa Rica                                                                   | Amichevole                                                                   | -                                                                            | 67’                                                                          |
| 11-9-2018                                                                    | Suwon                                                                        | Corea del Sud                                                                | 0 – 0                                                                        | Cile                                                                         | Amichevole                                                                   | -                                                                            | 58’                                                                          |
| 31-12-2018                                                                   | Abu Dhabi                                                                    | Arabia Saudita                                                               | 0 – 0                                                                        | Corea del Sud                                                                | Amichevole                                                                   | -                                                                            | 60’                                                                          |
| 11-1-2019                                                                    | al-'Ayn                                                                      | Kirghizistan                                                                 | 0 – 1                                                                        | Corea del Sud                                                                | Coppa d'Asia 2019 - 1º turno                                                 | -                                                                            | 82’                                                                          |
| 16-1-2019                                                                    | Abu Dhabi                                                                    | Corea del Sud                                                                | 2 – 0                                                                        | Cina                                                                         | Coppa d'Asia 2019 - 1º turno                                                 | -                                                                            | 70’                                                                          |
| 22-1-2019                                                                    | Dubai                                                                        | Corea del Sud                                                                | 2 – 1 dts                                                                    | Bahrein                                                                      | Coppa d'Asia 2019 - Ottavi di finale                                         | -                                                                            | 80’                                                                          |
| 25-1-2019                                                                    | Abu Dhabi                                                                    | Corea del Sud                                                                | 0 – 1                                                                        | Qatar                                                                        | Coppa d'Asia 2019 - Quarti di finale                                         | -                                                                            | 82’                                                                          |
| 22-3-2019                                                                    | Ulsan                                                                        | Corea del Sud                                                                | 1 – 0                                                                        | Bolivia                                                                      | Amichevole                                                                   | -                                                                            | 63’                                                                          |
| Totale                                                                       |                                                                              | Presenze                                                                     | 56                                                                           |                                                                              | Reti                                                                         | 11                                                                           |                                                                              |

## Palmarès

### Nazionale
- Giochi asiatici: 1

2010
- Bronzo olimpico: 1

Londra 2012